# Левино (Октябрьское сельское поселение)
Это статья о деревне Октябрьского сельского поселения, расположенной неподалёку к юго-западу (то есть в сторону от берега Волги) от автомобильной дороги Рыбинск-Ярославль. В соседнем Волжском сельском поселении три деревни с аналогичным названием. Левино-Волжское расположено около той же дороги, но с противоположной северо-восточной стороны, то есть в сторону волжского берега. Ещё две деревни вдалеке от дороги Ярославль-Рыбинск — Левино-Лесное стоит в стороне от дорог на берегу реки Уткашь, а Левино на берегу реки Иоды, на дороге Рыбинск-Александрова Пустынь.
Ле́вино — деревня Ломовского сельского округа в Октябрьском сельском поселении Рыбинского района Ярославской области .
Деревня расположена, в юго-восточной части поселения, она удалена примерно на 1 км на юго-запад от автомобильной дороги Р151 Рыбинск—Ярославль, с которой связана дорогой. Она стоит на старом тракте Ярославль-Рыбинск, который ранее проходил южнее современной дороги. К северу от Левина с другой стороны дороги Ярославль-Рыбинск стоит деревня Запрудново. Около Левино имеет исток небольшой безымянный ручей, текущий на север. Этот ручей течёт через Запрудново и далее к Вандышево и Менчиково. Левино и Запрудново окружены небольшими сельскохозяйственными полями, за которыми слдует лес. На юг от Левина лес простирается примерно на 3 км, далее следует долина реки Малая Эдома, вдоль которой находится ряд деревень .
Деревня Левина указана на плане Генерального межевания Борисоглебского уезда 1792 года. В 1825 Борисоглебский уезд был объединён с Романовским уездом. По сведениям 1859 года деревня относилась к Романово-Борисоглебскому уезду .
На 1 января 2007 года в деревне числилось 9 постоянных жителей . Почтовое отделение, расположенное в деревне Дюдьково, обслуживаетв деревне 11 домов .